# WWE 2K14
WWE 2K14 é um jogo eletrônico de luta profissional desenvolvido pela Yuke's e Visual Concepts e publicado pela 2K Sports, substituindo a falida THQ. O jogo foi lançado no dia 29 de outubro de 2013 para PlayStation 3 e Xbox 360.

## Gameplay

### Exibição
Muitas das características de jogo de WWE '13 foram atualizadas ou completamente renovadas. Estas incluem o sistema de navegação, permitindo um andar, correr e golpes mais fluidos. Os personagens também se movem mais rapidamente do que antes. Antes de correr, os personagens mostram uma animação prévia, para prevenir que os jogadores não atrapalhem os ataques de corrida. Novos movimentos, como ajustar os pulsos ou apontando para os adversários a se levantarem, foram adicionados. Ataques fortes são mais rápidos e mais difícil de reverter. Todas as reversões agora resultam em ataques ofensivos, para fazer as lutas mais rápidas, evitando reversões contínuas. Catapult Finishers agora podem serem usados ofensivamente. Sete novos OMG Moments foram adicionados, permitindo que certos Finishers sejam aplicados em dois oponentes, e jogadores interajam com o ambiente da arena. o novo sistema de nearfall foi melhorado, com mais duas contagens, para dar a luta mais sentimentos dramáticos.

### Modo 30 Years of WrestleMania
WWE 2K14 conta com um novo modo campanha de um jogador chamado "30 Anos de WrestleMania", um modo nostálgico que recria praticamente 3 décadas de história da WWE, incluindo mais de 45 lutas, vídeos e fotos clássicas da WWE, e vários personagens lendários. Como no jogo WWE Legends of WrestleMania, a campanha gira em torno dos fatos reais acontecidos. O modo conta com distintos elencos de lutadores e personagens alternativos, que participaram de lutas inesquecíveis na WrestleMania.
No Modo WrestleMania, as lutas terão objetivos primários, requeridos para vencer o jogo, e bônus por objetivos históricos, que resulta na recriação de momentos marcantes de cada WrestleMania. Algumas vezes, o jogador precisa seguir uma sequencia guiada de acontecimentos, bastante livres nas mãos dos personagens.
Nas 46 lutas primárias, o jogador completa vários enredos de vários tamanhos trocando entre os personagens predeterminados que estão competindo. Cada personagem tem seu próprio título e foco: "Hulkamania Runs Wild" foca em Hulk Hogan, enquanto "The New Generation" mostra a ascensão de Bret Hart e Shawn Michaels nos anos 90. Os personagens da "Attitude Era" trazem lutas do WWE'13, do mode de mesmo nome. A "Ruthless Agression" mostra a saíde de The Rock, a decaida de Triple H e ascensão de Randy Orton. A final "Universe Era" mostra o superastro John Cena, e o retorno de The Rock e Brock Lesnar.

## O Modo Streak
O jogo também tem um novo modo que está focada em The Undertaker chamado "The Streak". O modo do jogo é uma homenagem à série de vitórias de Undertaker na Wrestlemania. No modo, o jogador tem a opção de defender o Streak com o Undertaker, lutando sem perder contra lutador após lutador. No entanto, o jogador também tem a capacidade de tentar quebrá-lo, jogando como todos os superstars que enfrentaram o Undertaker na Wrestlemania. Na tentativa de vencer o Undertaker, no entanto, a dificuldade é amplificada a um nível muito mais elevado do que qualquer ponto disponível em qualquer outro modo de jogo, bem como habilidades especiais, finishers e etc.

## Comercialização e Lançamento
Casey Collins, Vice-Presidente Executivo de Produtos de Consumo da WWE, revelou em 4 de junho na WWE Global Business Partner Summit, que The Rock estará na capa do jogo. A capa oficial e trailer foram revelados no Raw de 24 de junho. A 2K anunciou uma competição entre os fãs para criar uma capa alternativa para o jogo, que será incluída em todos as cópias quando o jogo for lançado. Em julho, The Ultimate Warrior foi anunciado como um personagem jogável apenas na versão de pré-venda. Em 1 de agosto, a 2K Games anunciou uma versão especial, chamada de "Phenom Edition", que incluirá Undertaker com o personagem American Badass.

## Elenco
| Plantel Atual   | Lendas                  | Divas             | DLCs                                      | Managers          |
| --------------- | ----------------------- | ----------------- | ----------------------------------------- | ----------------- |
| Alberto Del Rio | Andre the Giant         | AJ Lee            | Big E Langston                            | Miss Elizabeth    |
| Antonio Cesaro  | Batista                 | Aksana            | Brie Bella                                | Mr. Fuji          |
| Big Show        | Big John Studd          | Kaitlyn           | Bruno Sammartino                          | Mr. Perfect       |
| Daniel Bryan    | Big Show (Retro)        | Layla             | Dusty Rhodes                              | Paul Bearer       |
| Darren Young    | Bret Hart               | Natalya           | Fandango                                  | Paul Heyman       |
| Brock Lesnar    | Brock Lesnar (Retro)    | Lita              | Jake Roberts                              | Ricardo Rodríguez |
| Brodus Clay     | Hardcore Silva          | Stephanie McMahon | Kevin Nash                                | Bobby Heenan      |
| Chris Jericho   | Diesel                  |                   | Kevin Nash (Outsiders)                    |                   |
| Christian       | Eddie Guerrero          |                   | Macho Man (NWO)                           |                   |
| CM Punk         | Edge                    |                   | Mr.Perfect (NWO)                          |                   |
| Cody Rhodes     | Goldberg                |                   | Nikki Bella                               |                   |
| Damien Sandow   | Hulk Hogan              |                   | Rick Rude                                 |                   |
| David Otunga    | Hollywood Hulk Hogan    |                   | Scott Hall (NWO)                          |                   |
| Dean Ambrose    | John Layfield           |                   | Scott Hall (Outsiders)                    |                   |
| Dolph Ziggler   | John Cena (Retro)       |                   | Scott Steiner                             |                   |
| Drew McIntyre   | Kane (Retro)            |                   | Summer Rae                                |                   |
| Heath Slater    | King Kong Bundy         |                   | Syxx                                      |                   |
| Jack Swagger    | Mr. McMahon             |                   | The Giant                                 |                   |
| Jinder Mahal    | Mick Foley              |                   | Ultimate Warrior (exclusivo de pré-venda) |                   |
| John Cena       | Randy Savage            |                   | Undertaker (American Bad Ass)             |                   |
| Justin Gabriel  | Razor Ramon             |                   | Virgil                                    |                   |
| Kane            | Ric Flair (Retro)       |                   |                                           |                   |
| Kofi Kingston   | Ric Flair               |                   |                                           |                   |
| Mark Henry      | Ricky Steamboat         |                   |                                           |                   |
| Randy Orton     | The Rock (Retro)        |                   |                                           |                   |
| Rey Mysterio    | Sgt. Slaughter          |                   |                                           |                   |
| Roman Reigns    | Shawn Michaels (Retro)  |                   |                                           |                   |
| R-Truth         | Shawn Michaels          |                   |                                           |                   |
| Ryback          | Stone Cold Steve Austin |                   |                                           |                   |
| Santino Marella | Ted DiBiase             |                   |                                           |                   |
| Seth Rollins    | Triple H (Retro)        |                   |                                           |                   |
| Sheamus         | Undertaker (Retro)      |                   |                                           |                   |
| Sin Cara        | Yokozuna                |                   |                                           |                   |
| Tensai          |                         |                   |                                           |                   |
| The Great Khali |                         |                   |                                           |                   |
| The Miz         |                         |                   |                                           |                   |
| The Rock        |                         |                   |                                           |                   |
| The Undertaker  |                         |                   |                                           |                   |
| Triple H        |                         |                   |                                           |                   |
| Titus O'Neil    |                         |                   |                                           |                   |
| Wade Barrett    |                         |                   |                                           |                   |
| Zack Ryder      |                         |                   |                                           |                   |